# Józef Dobski
Józef Dobski, ps. „Maryśka”, „Szary Kret”, „Krysia” (ur. 7 lutego 1911 w Wąchocku, zm. 30 sierpnia 1992) – polski harcmistrz, kapitan Armii Krajowej, komendant Kieleckiej Chorągwi Szarych Szeregów w latach 1942–1945.

## Życiorys
Urodził się w Wąchocku koło Starachowic, gdzie ukończył szkołę powszechną. Naukę kontynuował w Warszawie w Gimnazjum gen. Pawła Chrzanowskiego, a po przeniesieniu się rodziny do Kielc w Gimnazjum Państwowym im. Mikołaja Reja. W 1933 uzyskał maturę. Studiował na Wydziale Prawa i Administracji Uniwersytetu Jagiellońskiego oraz Wydziale Nauk Społecznych KUL.
W 1924 wstąpił do 2 Kieleckiej Drużyny Harcerzy im. gen. Jana Henryka Dąbrowskiego; w 1931 objął funkcję drużynowego. Po 1933 odbył służbę wojskową w Szkole Podchorążych Rezerwy Piechoty w Zambrowie. 15 listopada 1935 mianowany podharcmistrzem. Jako podporucznik Wojska Polskiego, 24 sierpnia 1939 zgłosił się w koszarach 4 pp Leg. na Bukówce. Uczestniczył w kampanii wrześniowej w szeregach Oddziału Zbierania Nadwyżek 4 pp Leg. Następnie wycofując się na wschód w składzie nadwyżek 4 pp Leg. znalazł się w grupie wojsk dowodzonej przez gen. Mieczysława Smorawińskiego we Włodzimierzu. Tam też 19 września 1939 został wzięty do niewoli przez Sowietów, jednak już w następnym miesiącu wrócił do Kielc. Dołączył do nurtu wojskowej pracy konspiracyjnej w szeregach Służby Zwycięstwu Polski, a następnie Związku Walki Zbrojnej oraz Armii Krajowej, w której to został awansowany do stopnia kapitana.
Jeden z organizatorów Szarych Szeregów na Kielecczyźnie. Od 1941 pełnił funkcję zastępcy komendanta Kieleckiej Chorągwi Szarych Szeregów. W marcu 1943 przejął funkcję komendanta chorągwi. Rozkazem naczelnika Szarych Szeregów z 27 grudnia 1943 mianowany harcmistrzem. W maju 1945 opuścił Kielce. W czerwcu tego roku przybył do Jeleniej Góry, gdzie organizował harcerstwo na terenie Dolnego Śląska. Po II wojnie światowej wziął udział w przygotowaniach do rozbicia więzienia Urzędu Bezpieczeństwa na terenie Kielc.
Od 1950 mieszkał we Wrocławiu. Po przejściu na emeryturę w 1975 pracował w licznych komisjach harcerskich, w tym m.in. Komisji Historii Chorągwi Wrocławskiej. Jeden z pierwszych laureatów Nagrody Komendantki Kieleckiej Chorągwi ZHP.
Został pochowany z honorami harcerskimi i wojskowymi w Kwaterze AK na terenie Cmentarzu Świętej Rodziny.

## Ordery i odznaczenia
Za swoją służbę otrzymał odznaczenia:
- Krzyż Walecznych
- Złoty Krzyż „Za Zasługi dla ZHP”
- Odznaka „Za zasługi dla Kielecczyzny”
- Odznaka 70-lecia Harcerstwa Kieleckiego.

## Życie prywatne
W 1939 zawarł związek małżeński z Łucją Gorgosz ps. „Liza” (1914–1996), członkinią Szarych Szeregów i AK.